# Hakoah Sofia
Hakoah Sofia (bułg. СК "Акоах" (София), hebr. ‏מועדון ספורט הכח סופיה‎) – bułgarski klub piłkarski reprezentujący żydowską społeczność z siedzibą w stolicy kraju, mieście Sofia, działający w latach 1925–1944. 

## Historia
Chronologia nazw:
- 1922: Żabotinski Sofia (bułg. СК "Жаботински" (София))
- 03.1925: Hakoah Sofia (bułg. СК "Акоах" (София)) – po fuzji z Glorią
- 03.1935: Siła Sofia (bułg. СК "Сила" (София))
- 09.1935: Hakoah Sofia (bułg. СК "Акоах" (София))
- 03.1939: Wyzrażdane Sofia (bułg. СК "Възраждане" (София))
- 26.04.1942: Witoszki sokoł Sofia (bułg. ФК "Витошки сокол" (София)) – po fuzji z Sokoł
- 1944: Wyzrażdane Sofia (bułg. ФК "Възраждане" (София))
- 5.11.1944: klub rozwiązano - po fuzji z Sportklubem i Sokołem, tworząc Septemwri Sofia

Klub piłkarski o nazwie Hakoah został założony w Sofii marcu 1925 roku po połączeniu klubów "Żabotinski" (od nazwiska Ze’ew Żabotyński) i "Gloria" przez lokalną społeczność żydowską. Wcześniej, w sezonie 1922/23, kiedy doszło do rozłamu i stołeczne kluby zostały podzielone na Sofijską Ligę Sportową oraz Sofijski Związek Sportowy, klub Żabotinski startował w mistrzostwach Związku Sportowego, a Gloria w Lidze Sportowej. Klub dysponował dobrym finansowaniem i angażował się w różnorodne działania społeczne. Nie odniósł jednak żadnych znaczących sukcesów na boisku piłkarskim. Najlepszym osiągnięciem klubu było zajęcie 2. miejsca w drugiej dywizji (1928). Raz także został mistrzem Trzeciej Dywizji - w 1934 roku. Od marca 1935 do września tego samego roku klub nazywał się Siła (tłum. z hebr. הכח - hakoah).
W drugiej połowie lat 30. XX wieku Bułgaria zaczęła stopniowo przyjmować politykę antyżydowską, jednocześnie nawiązując i umacniając więzi z nazistowskimi Niemcami. Na początku 1939 roku Bułgarski Związek Piłki Nożnej wydał nowe przepisy, które wymagały, aby co najmniej trzech członków zarządu klubu było Bułgarami, a klub mógł przyjmować bułgarskich zawodników. W marcu 1939 roku klub zmienił nazwę na bułgarską Wyzrażdane (pol. Odrodzenie), wdrożył regulamin stowarzyszenia i zaczął tracić swój status żydowski. Po wprowadzeniu Ustawy o ochronie narodu ograniczenia dotyczące Żydów w Bułgarii zostały znacznie zaostrzone.
W 1940 roku nastąpiła reorganizacji mistrzostw Bułgarii, wskutek czego klub musiał walczyć w trzeciej dywizji. 26 kwietnia 1942 roku połączył się z Sokołem pod nazwą Witoszki sokoł. We wrześniu 1944 roku, po zamachu stanu w Bułgarskim Froncie Krajowym i obaleniu poprzedniego reżimu, fuzja rozpadła się i klub powrócił do samodzielnej i odrębnej działalności od Sokoła. Żydzi z Sofii byli w trakcie powrotu do miasta po deportacji. Wielu członków społeczności nie miało domu, do którego mogliby wrócić, a ich ogólna sytuacja była bardzo trudna. W związku z tym klubowi zabrakło wówczas środków na przetrwanie i całkowicie utracił kontakt ze społecznością żydowską. Klub nie prowadził już żadnej prawdziwej działalności sportowej. 5 listopada 1944 roku połączył się ze Sportklubem i Sokołem w nowy klub pod nazwą Septemwri (Sofia) i przestał istnieć.

## Barwy klubowe, strój, herb, hymn
|  |  |

Klub ma barwy niebiesko-czarne. Piłkarze domowe spotkania zazwyczaj grają w pasiastych pionowo biało-niebieskich koszulkach, czarnych spodenkach oraz czarnych getrach.

## Sukcesy

### Trofea międzynarodowe
Do chwili obecnej klub jeszcze nigdy nie zakwalifikował się do rozgrywek europejskich.

### Trofea krajowe
| \| \| Zdobyte trofea w rozgrywkach Bułgarii (stan na: 31-05-2024) \| |                                                             |      |          |
| Rozgrywki                                                            | Osiągnięcie                                                 | Razy | Sezon(y) |
| · Mistrzostwo                                                        | I miejsce                                                   | 0    |          |
| · Mistrzostwo                                                        | II miejsce                                                  | 0    |          |
| · Mistrzostwo                                                        | III miejsce                                                 | 0    |          |
| Puchar                                                               | zdobywca                                                    | 0    |          |
| Puchar                                                               | finalista                                                   | 0    |          |
| II liga                                                              | I miejsce                                                   | 0    |          |
| II liga                                                              | II miejsce                                                  | 0    |          |
| II liga                                                              | III miejsce                                                 | 0    |          |
| Bułgaria                                                             | Zdobyte trofea w rozgrywkach Bułgarii (stan na: 31-05-2024) |      |          |

- II Sofijska diwizija (D3):
  - wicemistrz (1x): 1927/28

## Poszczególne sezony

### Rozgrywki międzynarodowe

#### Europejskie puchary
Nie uczestniczył w rozgrywkach europejskich.

### Rozgrywki krajowe
| \| Bułgaria \| Bilans występów klubu w rozgrywkach piłkarskich Bułgarii (Stan na 31 maja 2025 r.) \| \| |                                                                                    |        |       |   |   |   |    |    |     |                      |        |        |      |
| Poziom                                                                                                  | Rozgrywki                                                                          | Sezony | Mecze | Z | R | P | B+ | B– | Pkt | Lata                 | Awanse | Spadki | Naj. |
| I | Nacionałna futbołna diwizija / Dyrżawno pyrwenstwo                                 | 0      |       |   |   |   |    |    |     |                      | 0      | 0      |      |
| II | B RPG / Wtora PFG / Pyrwa PFL / B PFG / Wtora PFL                                  | 0      |       |   |   |   |    |    |     |                      | 0      | 0      |      |
| III | Treta amatorska futbołna liga                                                      | 14     |       |   |   |   |    |    |     | 1925–1933, 1934–1940 | 0      | 2      | 2    |
| IV | Obłastna futbołna liga                                                             | 4      |       |   |   |   |    |    |     | 1933/34, 1940–1944   | 1      | 0      | 1    |
| | Puchar Bułgarii                                                                    | 0      |       |   |   |   |    |    |     |                      | 0      | 0      |      |
| Bułgaria                                                                                                | Bilans występów klubu w rozgrywkach piłkarskich Bułgarii (Stan na 31 maja 2025 r.) |        |       |   |   |   |    |    |     |                      |        |        |      |

## Piłkarze, trenerzy, prezydenci i właściciele klubu

### Piłkarze
Znani piłkarze:
- Mosze Miranda

## Struktura klubu

### Stadion
Drużyna rozgrywała swoje mecze domowe w Sofii na stadionie Hakoahu, który był dawnym boiskiem "Glorii" i mógł pomieścić 3000 widzów. Stadion znajdował się na skrzyżowaniu ulic Bargalnica i Parteniusz Niszawski (w pobliżu nowoczesnego centrum handlowego Sofia Mall). 

## Kibice i rywalizacja z innymi klubami

### Derby
- SK Sofia
- Sławia Sofia
- FK 13 Sofia
- Atletik Sofia
- Rakowski Sofia
- Sława Sofia
- Borisław Sofia
- Pobeda Sofia
- Pobeda Sofia (1920–1923)
- Sokoł Sofia
- Sokoł Sofia (1915–1926)
- Byłgaria Sofia